# أناتولي إيساييف
أناتولي كونستانتينوفيتش إيساييف (بالروسية: Анатолий Константинович Исаев؛ 14 يوليو 1932 – 10 يوليو 2016) كان لاعب كرة قدم سوفيتي ومدرب سوفيتي وروسي.

## المسيرة الدولية
شارك إيساييف لأول مرة مع الاتحاد السوفيتي في 21 أغسطس 1955 في مباراة ودية ضد ألمانيا الغربية. شارك في تصفيات كأس العالم لكرة القدم 1958 ولكن لم يتم اختياره ضمن تشكيلة البطولة النهائية.

## الإنجازات
- البطل الأولمبي: 1956.[2]
- الفائز بالدوري السوفيتي الممتاز: 1953، 1956، 1958، 1962.
- الفائز بكأس الاتحاد السوفيتي: 1958.
- أستاذ الرياضة المكرم في الاتحاد السوفيتي: 1957
- وسام «الاستحقاق للوطن» من الدرجة الرابعة[3]

## وصلات خارجية
- Anatoli Isayev على موقع قاعدة بيانات كرة القدم.إي يو (الإنجليزية)
- Anatoli Isayev على موقع ناشيونال فوتبول تيمز (الإنجليزية)
- Anatoli Isayev على موقع أوليمبيديا (الإنجليزية)
- الملف الشخصي (بالروسية)